# Livio Pinazza
Livio Pinazza (Monfalcone, 15 maggio 1920 – ...) è stato un calciatore italiano, di ruolo centrocampista.

## Caratteristiche tecniche
Giocava come mediano.

## Carriera
Inizia la carriera nel Monfalcone, con la cui maglia nelle stagioni 1938-1939 e 1939-1940 gioca 2 campionati consecutivi di Serie C, per complessive 33 presenze in questa categoria (più una presenza nella Coppa Italia 1938-1939); terminato il servizio militare, passa poi allo Spezia, dove nella stagione 1941-1942 fa parte della rosa della squadra in Serie B ma non viene mai fatto scendere in campo in partite ufficiali (gioca in compenso 5 partite con la formazione riserve dei bianconeri). Durante la Seconda guerra mondiale torna alla Monfalconese e gioca 6 partite (con anche un gol segnato) nella Serie C 1942-1943 e 13 delle 14 partite disputate dai biancoazzurri nella Divisione Nazionale 1943-1944, queste ultime senza mai segnare. Rimane a Monfalcone anche dopo la fine del conflitto, partecipando al campionato di Serie C nella stagione 1945-1946, nella quale è autore di una rete in 10 presenze. Passa poi nel 1946 al Forlì, squadra neopromossa in Serie B; nella stagione 1946-1947 gioca 34 partite senza mai segnare nella serie cadetta; dopo la retrocessione della sua squadra passa al Crema, sempre in Serie B: nella stagione 1947-1948 gioca 23 partite nella serie cadetta e segna anche il suo primo gol in carriera in questa categoria, dalla quale il Crema a fine stagione retrocede in seguito alla riforma del campionato, tornato a girone unico a partire dalla stagione successiva. Pinazza rimane un altro anno a Crema, dove gioca un torneo di Serie C (con 2 reti in 37 presenze), per poi essere ceduto in Serie B ai pugliesi dell'Arsenaltaranto con la cui maglia gioca 5 partite senza mai segnare nella stagione 1949-1950, conclusasi con un ventesimo ed ultimo posto in classifica in Serie B e conseguente retrocessione in Serie C della squadra. Pinazza non viene riconfermato e passa all'Agrigento, con cui nelle stagioni 1950-1951 e 1951-1952 gioca in Promozione, totalizzando complessivamente 41 presenze ed una rete in questa categoria. In seguito veste anche la maglia del Siena: con il club toscano realizza infatti una rete in 19 presenze in IV Serie nella stagione 1952-1953, al termine della quale viene ceduto al Cuneo. Gioca con i piemontesi sia nella stagione 1953-1954 che nella stagione 1954-1955, entrambe in IV Serie, con un bilancio di 41 presenze e 2 gol in biancorosso. Si ritira a fine stagione dal calcio giocato, all'età di 35 anni.
In carriera ha giocato complessivamente 52 partite in Serie B, nel corso delle quali ha anche messo a segno una rete.